# ダルメシアン
ダルメシアン（英: Dalmatian、クロアチア語: Dalmatinski pas）は、イヌの品種の一つ。白地に黒もしくは茶色のブチを持った特徴的な毛色を持つ。ディズニー映画『101匹わんちゃん』のモデルとしても有名。優れた持久力と脚力を備え、狩猟犬・馬車と並走して護衛を行うキャリッジドッグ（馬車犬）として活躍した。国際畜犬連盟(FCI)は、グループ6：嗅覚ハウンドと関連犬種、セクション3：関連犬種 No.153としている。

## 歴史
原産はクロアチアのダルマチア地方と考えられている。
後に貴族の家庭犬として大人気を博したが、ブリーダーにより近親交配がむやみに進められたことが、先天的に股関節に異常をもつ個体が誕生する原因となった。
用途
猟犬・番犬・軍用犬として活躍した。激しい作業に耐えうる体力・持久力を有している。交通機関の主流が馬車であったころ、高価な馬と消防設備を守る番犬、消防馬車の先導・護衛役として活躍した。

## 主な特徴と特性
- 白い毛並みに、黒もしくは茶色の斑点を有する。
- 馬に慣れる習性があり、馬をリードする能力があるとされている[誰によって?]。
- 一年中毛が抜け、飼育の際には掃除が大変である。
- 性格は陽気である反面で警戒心が強く、飼い主や家族以外の人物や他の犬に気を許さないところがある。
- 激しい作業に耐えうる体力・持久力を保有するため、日常生活の中でかなりの運動を要する。運動量が不足すると問題行動となって表れるため、注意が必要。個体によってはマウンテンバイクと一緒に30km程度走ったりもできるなど、パワフルな犬種である。
- 遺伝的に難聴になりやすく、難聴の場合は臆病になりやすい[3]。

同腹児数
通常、一度に6-9匹を産む。

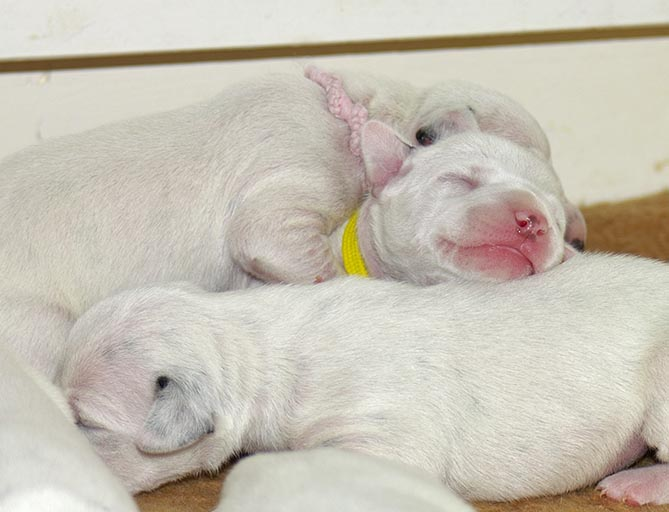
生まれたばかりのころ
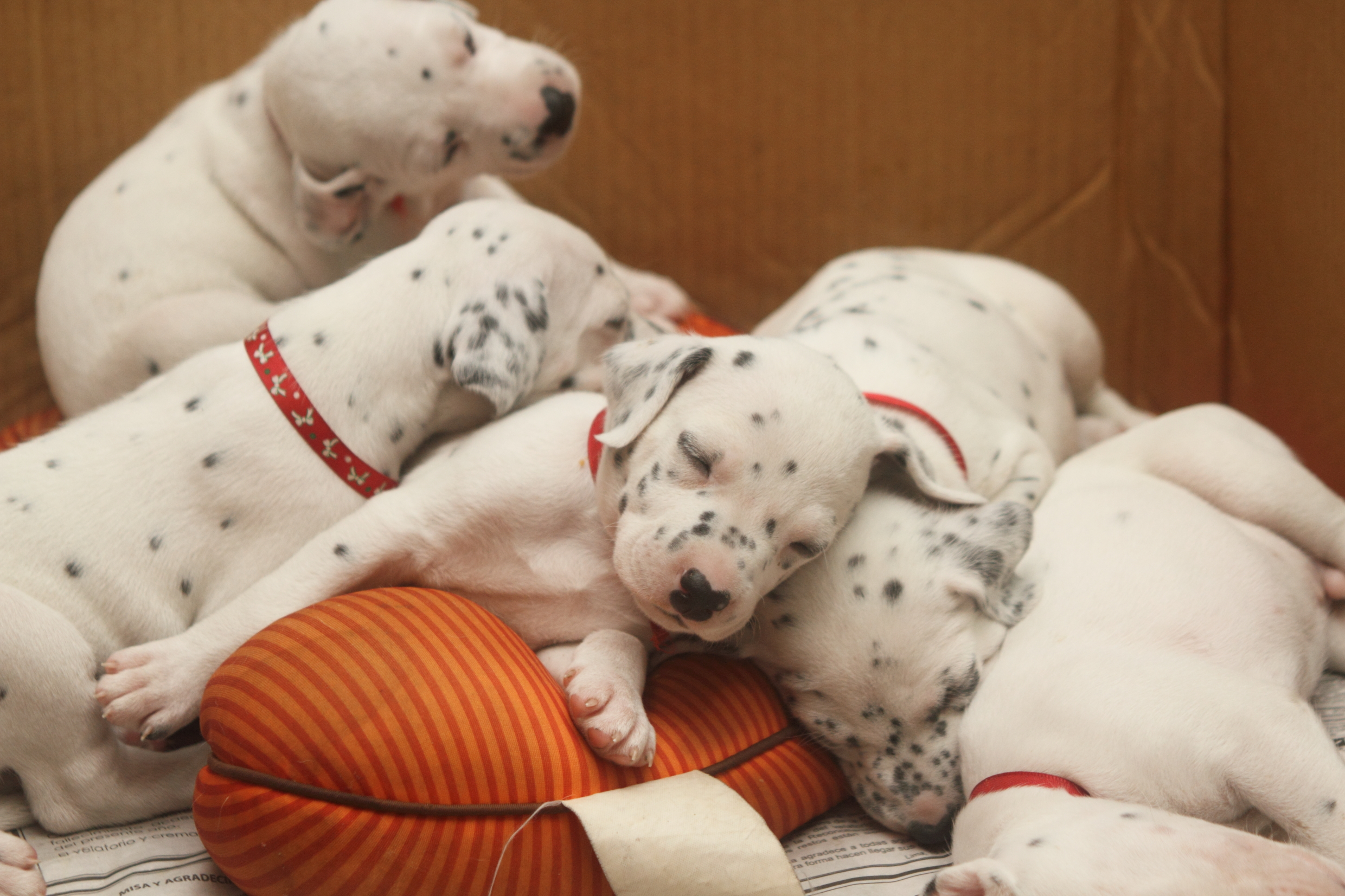
生後3週間、斑点が見られるようになる
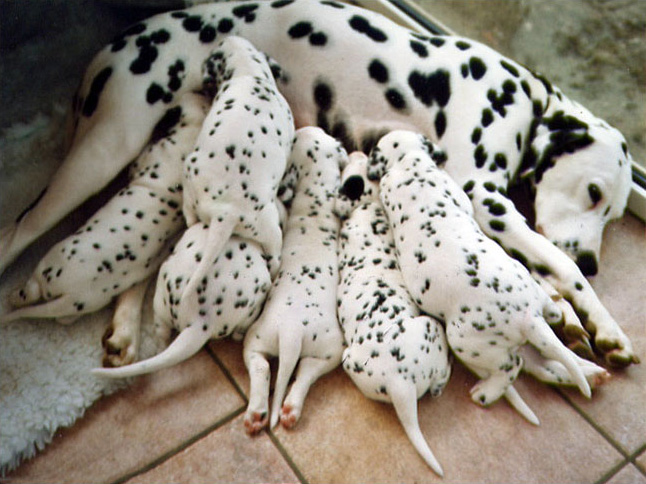
生後4-5週間
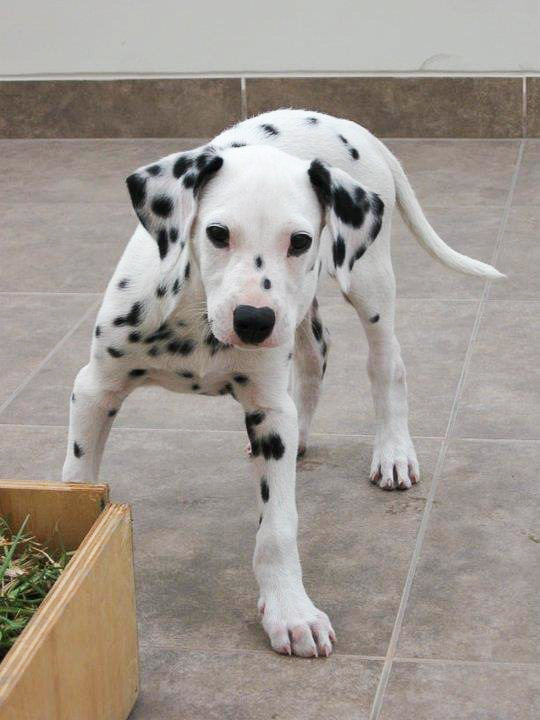
生後3か月

### ダルメシアンに多い病気
高尿酸血症、尿路結石症
遺伝的に尿酸の代謝異常を持ちやすいため、腎結石、尿路結石を生じやすい。尿路結石の症状として、血尿、排尿困難などが現れ、重症となると命にもかかわる。高尿酸血症の症状として、痛風が現れる。
この遺伝子疾患に対して、イングリッシュ・ポインターと交配させて病気にならない遺伝子を取り込ませる試みが行われた。しかし、遺伝子疾患対策雑種をダルメシアンと呼んでよいのかという物議を醸し、当初はアメリカ・ケネル・クラブ（略称：AKC）などはダルメシアンとは認めなかったが、様々な議論を経て2011年7月、AKCは遺伝子疾患対策ダルメシアンの登録を許可することに同意した。
難聴
水玉模様に特徴づけられる毛色が有名だが、この原因遺伝子は同時に一定確率で難聴を引き起こす。これは近親交配をしなくても回避できない。ダルメシアンでの難聴発生は避けられない問題である。
ダルメシアン・ブロンズ症候群
頭部、頸部、背中、脇腹周辺に蕁麻疹（じんましん）が現れる。

## スタンダード
スポット種（ブラック・スポット・バラエティー）の場合、鼻と目と斑点は黒くなる。
レバー種では、目と鼻と斑点が茶色である。
毛は短く硬く密集しており、光沢がある。主な失格は眼瞼外反、眼瞼内反、斜視、オッドアイ、ブルーアイ。 両目の近く（または片目）、あるいは身体に限定された模様。 同じ個体で黒と茶のスポットを持つ犬、非常に臆病、もしくは攻撃的。

## 推奨される繁殖
ダルメシアンにおける聴覚喪失 (20-30%) を減少させるため、耳が全く聞こえない犬と青い目の犬は繁殖から外すべきであり、片耳が聞こえない犬も外すのが理想的である。

## ギャラリー

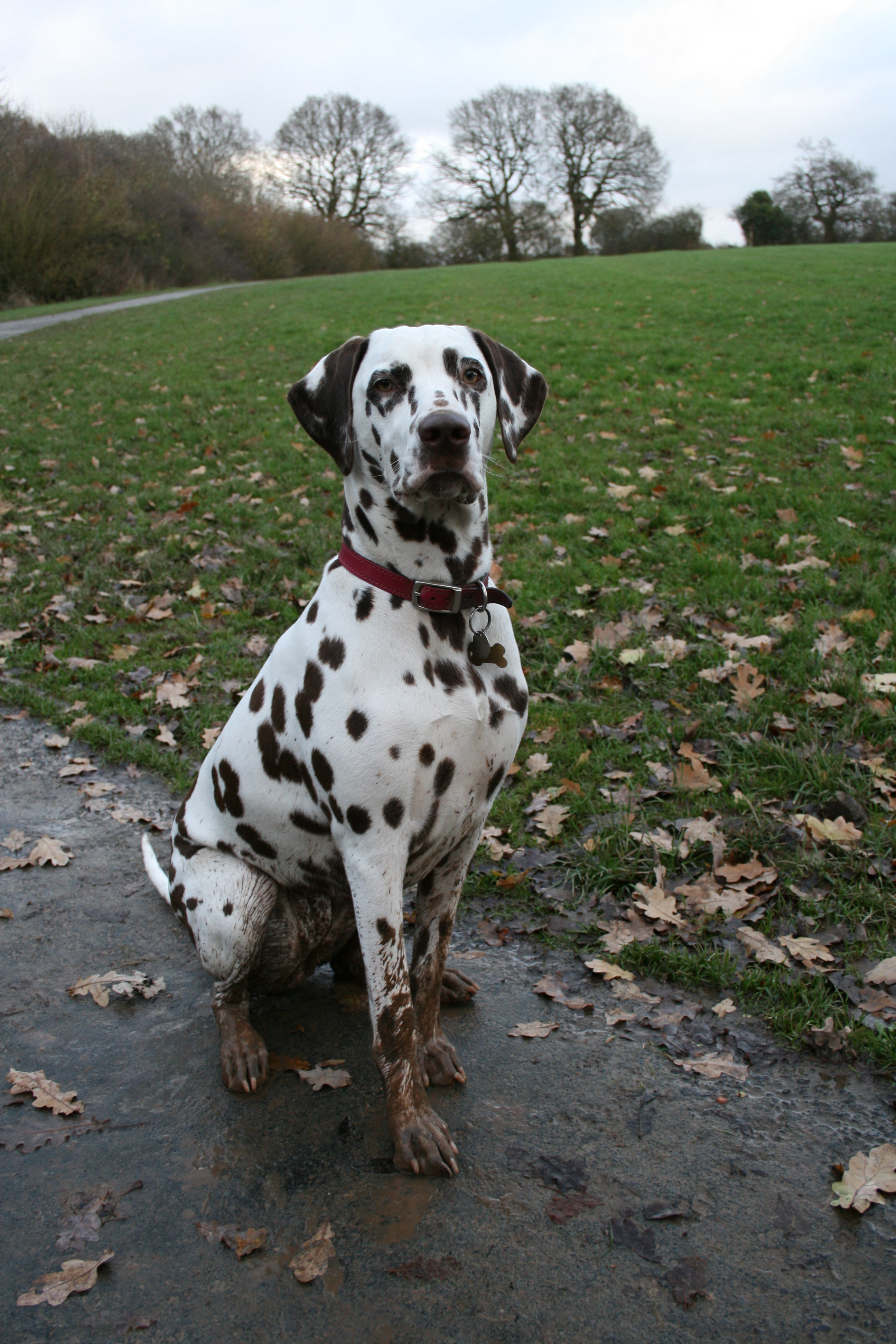
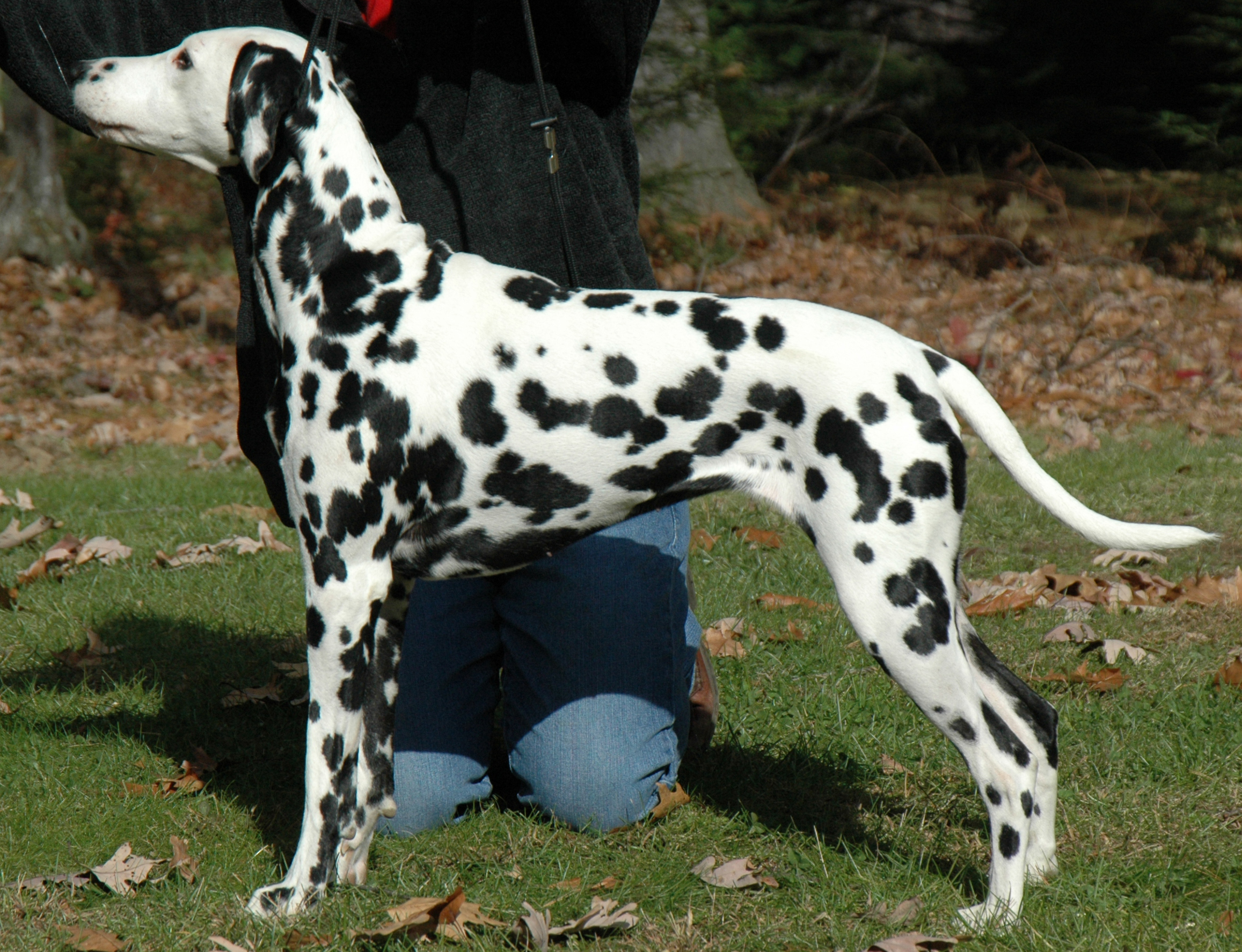
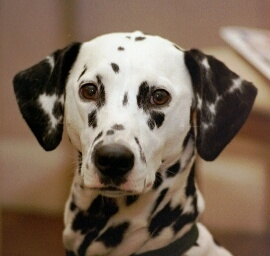
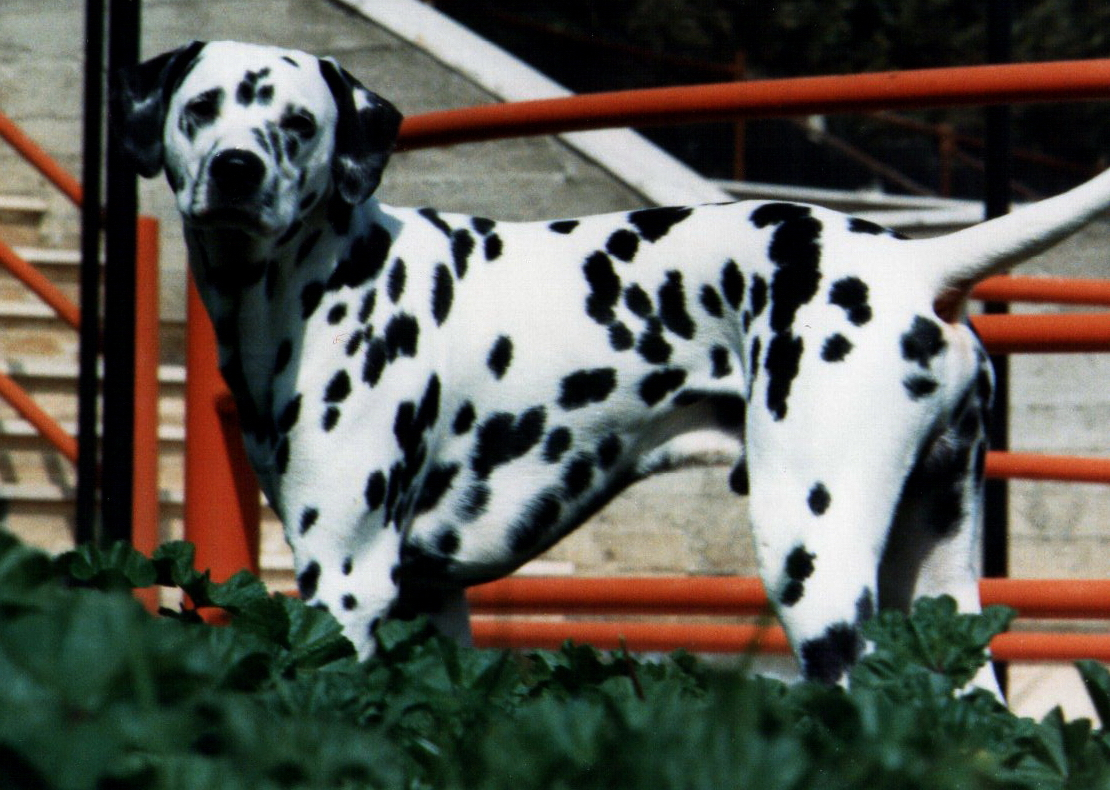
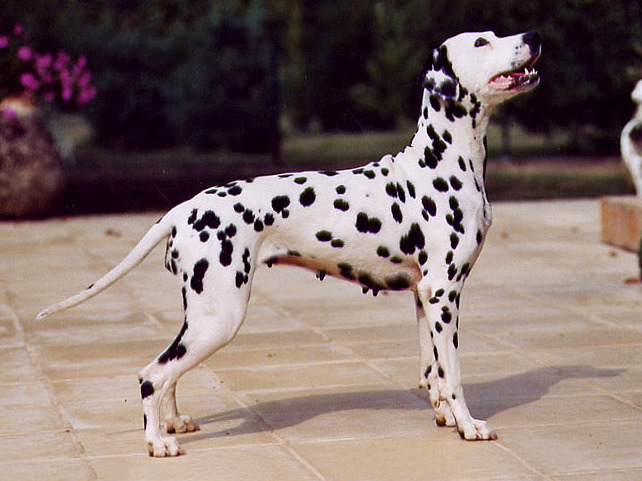
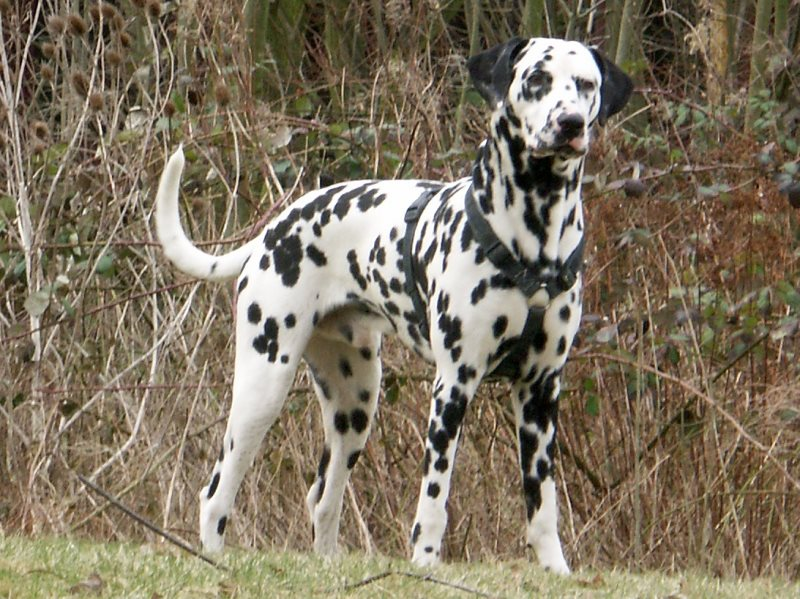

## 文化

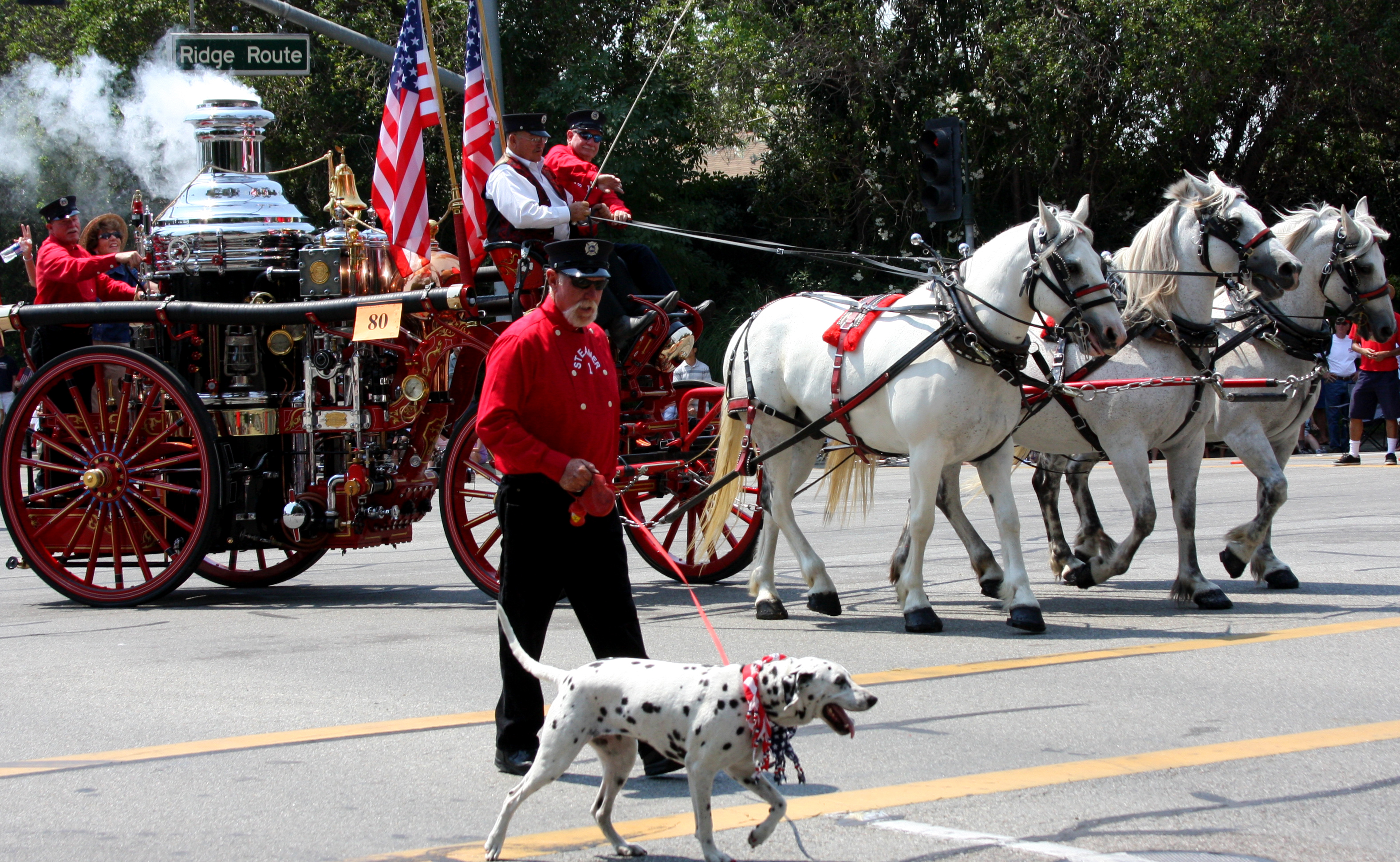
消防馬車と共にパレードに参加するダルメシアン

キャリッジドッグ
イギリスには、British Carriage Dog Societyがあり、馬車との並走し野生動物や人間を吠えて追い払い・作業員が荷馬車から離れている間の番犬としての訓練を行っている。
マスコット
消防と関わりのある犬であるため、様々な形で消防のマスコットとなっている。
ビールを運ぶ馬車とも同伴していたことから、バドワイザーが所有する宣伝馬チームの一員であり、共にコマーシャル活動を行う。
文化作品
ディズニー映画『101匹わんちゃん』のヒットで一躍有名になり、日本国外で一時個体数が増えたが、ブームが過ぎた頃に飼育放棄が多くなった。